# Jana Mahmoud
Pour les articles homonymes, voir Mahmoud.
Jana Hani Ismail Mahmoud, née le 17 août 2004 à Gizeh, est une gymnaste artistique égyptienne.

## Carrière
Jana Mahmoud est médaillée d'or au concours général individuel et par équipes ainsi que médaillée d'argent aux barres asymétriques et au saut de cheval lors des épreuves juniors des Championnats d'Afrique de gymnastique artistique 2018 à Swakopmund.
Elle termine troisième du concours général des Championnats d'Afrique de gymnastique artistique 2021 au Caire, mais le règlement de ces championnats impose un maximum de deux gymnastes par pays sur le podium. Les deux premières places étant aussi égyptiennes, la médaille de bronze revient à la Sud-Africaine Naveen Daries.
Aux Championnats d'Afrique de gymnastique artistique 2022 au Caire, elle est médaillée d'or du concours par équipes, au saut de cheval et au sol.
Elle est médaillée d'argent par équipes aux Championnats d'Afrique de gymnastique artistique 2023 à Pretoria.
Elle est médaillée d'or au concours par équipes ainsi qu'au concours général individuel et au sol aux Championnats d'Afrique de gymnastique artistique 2024 à Marrakech.